# Blaskovich József
Ebeczki Blaskovich József (1771 körül – Miskolc, 1849. január 16.) selyemtenyésztési biztos.

## Élete
Arad, Krassó, Temes, Torontál és Békés megyékben tevékenykedett selyemtenyésztési biztosként, állandó lakhelye Temesvárott volt. 78 éves korában hunyt el.

## Munkái
- A selyemtenyésztésnek módjáról és hasznáról v aló beszélgetés. Nagyvárad, 1793. és Buda, 1796.
- Schedium de praesenti statu fabricarum et manufacturarum in Hungaria atque modo promovendi rem sericeam. Uo. 1793.
- Grundsätze zur Leitung der Seidenkultur im Königreiche Ungarn. (Buda. 1795.)
- Az eine hochl. königl. Hof-Commission gemachte Einwendungen gegen die untern 13. May 1796. in Altofen abgehaltene Spinnprobe. Pest.
- Gründliche Abhandlung vom Entstehen der Seide… Ofen, 1796.
- Vollständiger Unterricht über die vortheilnafteste und leichteste Art des Seidenbaues für das Königreich Ungarn, in drei Abtheilungen. Pest, 1802–14. Két rész. (2. része névtelenül, a 3. rész nem jelent meg.)
- Einladung zu einer öffentlichen Probe mit einer verbesserten Seidenerzeugungs-Methode. Pest den 1. Mai 1802.
- Über die Unzweckmässigkeit und Schädlichkeit der bisher bey uns üblichen Methoden Seide zu erzeugen. Ofen, 1803.
- Darstellung des gegenwärtigen Zustandes der Seidenzucht in Ungarn. Ofen, 1807.
- Aufforderung an die hohen Stände des Königreichs Ungarn. H. és év n.
- Patriotische Worte an Ungarns Adel. Pesth. 1809.
- Vollständiger theoretisch-prakt. Unterricht zur Seidenkultur für den österr. Kaiserstaat. Wien, 1820.
- Selyemtenyésztést illető némely észrevételek. Kolozsvár, 1827.
- Selyemgazdaságról való tanítás. 1. rész. Uo. 1826. (Több nem jelent meg.)

Írt a selyemtenyésztésről a Nemzetgazdába (1815. II. 12. 13. sz.)